# الیکات (کلرادو)
الیکات (به انگلیسی: Ellicott) یک منطقهٔ مسکونی در ایالات متحده آمریکا است که در شهرستان ال پاسو، کلرادو واقع شده‌است. الیکات ۲۸٫۲ کیلومتر مربع مساحت و ۱٬۱۳۱ نفر جمعیت دارد و ۱٬۸۳۴٫۹۲ متر بالاتر از سطح دریا واقع شده‌است.